# Luis García Meza Tejada
Luis García Meza Tejada, född 8 augusti 1929 i La Paz, död 29 april 2018 i La Paz,, var en boliviansk diktator. García Meza tog makten efter en blodig statskupp 1980 och styrde i drygt ett års tid landet under en brutal diktatur. Vid sin död avtjänade han ett 30-årigt fängelsestraff för brott mot de mänskliga rättigheterna.

## Diktator
García Meza tog makten i den så kallade kokainkuppen, finansierad av knarkkungen Roberto Suárez Gómez, den 17 juli 1980, vilken resulterade i dussintals dödade och som hade stöd av den argentinska arméenheten Batallón de Inteligencia 601 (Underrättelsebataljon 601). Han hade en extremt konservativ antikommunistisk övertygelse och strävade efter att införa en Pinochetliknande diktatur. Han kriminaliserade omedelbart alla politiska partier, landsförvisade oppositionsledare, undertryckte fackföreningar och tystade pressen. Han hade hjälp av den tidigare nazistofficeren Klaus Barbie och den italienske terroristen Stefano Delle Chiaie. Bland de utländska sympatisörerna fanns professionella torterare som påstods vara hämtade från den argentinska diktaturens förtryck under general Jorge Rafael Videla. Även om García Mezas statskupp mötte protester från den amerikanska administrationen under president Jimmy Carter, hävdade han att en mer konservativ och diktaturvänlig administration snart skulle ta makten i Washington.
García Mezas regim, även om den blev kortvarig, blev internationellt känd för sin extrema brutalitet. Befolkningen underkuvades med metoder som aldrig tidigare hade använts av bolivianska diktaturer. På bara 13 månader dödades omkring 1 000 personer av den bolivianska armén och säkerhetstjänsten. Den som ledde administrationens förtryck var inrikesministern, överste Luis Arce Gómez. Det mest framstående offret för diktaturen var kongressmannen och politikern Marcelo Quiroga Santa Cruz, som mördades och försvann strax efter kuppen. Quiroga hade varit en företrädare för att ställa den tidigare diktatorn  Hugo Banzer inför rätta för brott mot de mänskliga rättigheterna och ekonomiskt vanstyre.
García Mezas regering var djupt involverad i droghandel och tros ha tagit makten med hjälp av drogkarteller vilket ledde till en total isolering av regimen. Den nye konservative presidenten i USA, Ronald Reagan höll regimen på avstånd och valde andra alternativ. Till slut blev klagomålen så stora att García Meza tvingades att avgå 3 augusti 1981. Han efterträddes av den mindre besudlade men dock lika förtryckande generalen Celso Torrelio. Den bolivianska militären satt alltså kvar ytterligare ett år innan de lämnade makten, generade och befläckade av diktaturens överdrifter 1980-1982. Militären har därefter inte kommit tillbaka till regeringspalatset Palacio Quemado.
Vid den tidpunkten lämnade García Meza landet, men ställdes i sin frånvaro inför rätta och dömdes för allvarliga brott mot de mänskliga rättigheterna som hans regim hade utfört. 1995 utlämnades han till Bolivia från Brasilien och i juni 2006 avtjänade han fortfarande ett 30-årigt fängelsestraff. Han medarbetare, överste Arce, utlämnades till USA där han avtjänar ett fängelsestraff för droghandel. Den 29 april 2018 avled García Meza av en hjärtattack.